# 岡山県道152号倉敷妹尾線
岡山県道152号倉敷妹尾線（おかやまけんどう152ごう くらしきせのおせん）は、岡山県倉敷市から岡山市南区に至る一般県道である。

## 概要
倉敷市羽島から都窪郡早島町を経て岡山市南区古新田に至る。

### 路線データ
- 路線番号：3152[1]
- 起点：岡山県倉敷市羽島（日間交差点、岡山県道74号倉敷飽浦線交点）
- 終点：岡山県岡山市南区古新田字東前坂1168番2先[1]（古新田交差点、国道2号交点、岡山県道61号妹尾御津線起点）
- 総延長：岡山県管理分 - m 、岡山市管理分 4827.2 m[1]
- 実延長：全線 9.8 km[注釈 1][2]
- 幅員：岡山県管理分 - m 、岡山市管理分 4 - 18.1 m[1]

## 歴史
1920年（大正9年）当時、倉敷より羽島から早島を経て妹尾へ至る倉敷往来と呼ばれた県道が原形。

### 年表
- 1960年（昭和35年）3月18日 - 認定および供用開始[注釈 2][1]。
- 1993年（平成5年）5月11日 - 建設省（当時）から、県道倉敷妹尾線の一部[注釈 4]を倉敷飽浦線として主要地方道に指定される[4]。

## 路線状況
国道2号（岡山バイパス）と並行するかたちの経路をとる路線。並行する国道2号が整備される以前から存在する路線であるため、幅員 4 mの狭小区間を有する。

### 別名
- 観音道（倉敷市）
- 妹尾大通り（岡山市南区妹尾）[1]
- 妹尾大寺通り（岡山市南区妹尾、妹尾郵便局前 - 荒田交差点）[注釈 5][5]

### 重複区間
- 岡山県道165号藤戸早島線（都窪郡早島町早島）
- 岡山県道21号岡山児島線（岡山市南区妹尾・荒田交差点 - 岡山市南区大福・大福西交差点）

## 地理

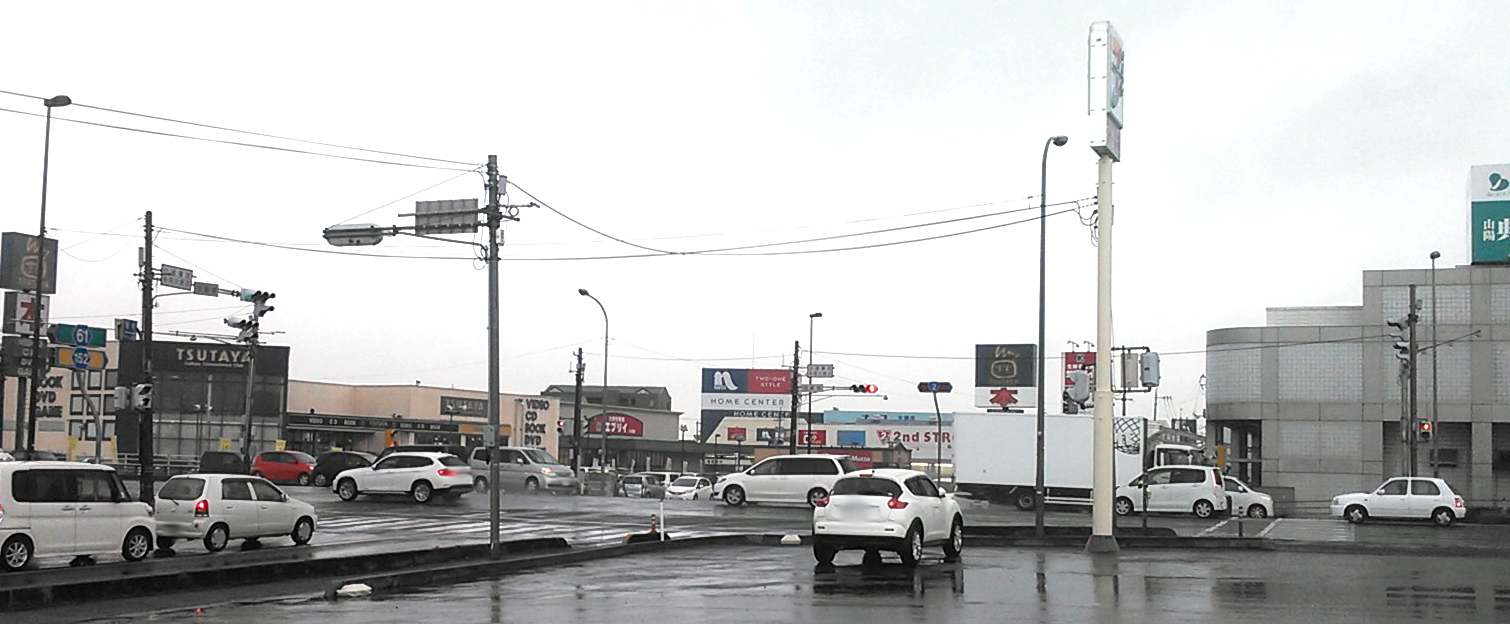
終点・古新田交差点

### 通過する自治体
- 岡山県
  - 倉敷市 - 都窪郡早島町 - 岡山市（南区）

### 交差する道路
| 交差する道路                         | 市町村名 | 市町村名 | 交差する場所 | 交差する場所        |
| ------------------------------------ | -------- | -------- | ------------ | ------------------- |
| 岡山県道74号倉敷飽浦線               | 倉敷市   | 倉敷市   | 羽島         | 日間交差点 / 起点   |
| 岡山県道273号加須山中帯江線          | 倉敷市   | 倉敷市   | 中帯江       |                     |
| 国道2号 / 岡山バイパス               | 都窪郡   | 早島町   | 早島         | 金田口交差点        |
| 岡山県道165号藤戸早島線 重複区間起点 | 都窪郡   | 早島町   | 早島         |                     |
| 岡山県道165号藤戸早島線 重複区間終点 | 都窪郡   | 早島町   | 早島         |                     |
| 岡山県道185号早島停車場線            | 都窪郡   | 早島町   | 早島         | 松尾坂交差点        |
| 岡山県道21号岡山児島線 / 新道        | 岡山市   | 南区     | 箕島         |                     |
| 岡山県道21号岡山児島線               | 岡山市   | 南区     | 箕島         | 清戸交差点          |
| 岡山県道267号藤田妹尾線              | 岡山市   | 南区     | 妹尾         |                     |
| 岡山県道175号妹尾停車場線            | 岡山市   | 南区     | 妹尾         |                     |
| 岡山県道21号岡山児島線 重複区間起点  | 岡山市   | 南区     | 妹尾         | 荒田交差点          |
| 岡山県道21号岡山児島線 重複区間終点  | 岡山市   | 南区     | 大福         | 大福西交差点        |
| 国道2号 岡山県道61号妹尾御津線       | 岡山市   | 南区     | 古新田       | 古新田交差点 / 起点 |

### 沿線
- E2 山陽自動車道・E30 瀬戸中央自動車道 1 早島IC
- 早島町立早島中学校
- 早島町立早島小学校
- JR西日本宇野線（瀬戸大橋線）
  - 早島駅 - 妹尾駅
- 岡山市立箕島小学校
- 岡山市立妹尾小学校
- 旧金毘羅往来